# My Prerogative (Bobby Brown)
My Prerogative è un singolo del cantante statunitense Bobby Brown, pubblicato l'11 ottobre 1988 come secondo estratto dal secondo album in studio Don't Be Cruel.

## Tracce
CD
1. My Prerogative (Edit) – 3:30
2. Girl Next Door (Extended version) – 6:31
3. My Prerogative (Extended remix) – 8:03

7"
1. My Prerogative (Edit) – 3:30
2. Girl Next Door – 4:06

12"
1. My Prerogative (Extended remix) – 8:00
2. Girl Next Door (Extended version) – 6:30
3. My Prerogative (Instrumental) – 5:18

12" remix
1. My Prerogative (Extended remix) – 8:00
2. My Prerogative (Radio edit) – 5:35
3. My Prerogative (Instrumental) – 5:18
4. My Prerogative (Dub) – 5:52

## Video musicale
Il videoclip della canzone è stato diretto dal regista armeno-statunitense Alek Keshishian. Esso ha ricevuto una candidatura agli MTV Video Music Awards 1989 nella categoria "Best Stage Performance in a Video".

## Classifiche
| Classifica (1988-89) | Posizione raggiunta |
| -------------------- | ------------------- |
| Regno Unito          | 6                   |
| Stati Uniti          | 1                   |

## Versione di Britney Spears
Nel 2004, Britney Spears ha inciso una cover della canzone e la ha inserita nel suo album Greatest Hits: My Prerogative.